# Borzęcin Mały
Borzęcin Mały – wieś w Polsce położona w województwie mazowieckim, w powiecie warszawskim zachodnim, w gminie Stare Babice. Ma status sołectwa.
W latach 1975–1998 miejscowość administracyjnie należała do województwa warszawskiego.
Według miejscowych legend, niegdysiejsze miejsce zamieszkania bohatera wojny polsko-szwedzkiej, Władysława Bekiesza.
W miejscowości znajduje się ulica posiadająca budynek o numerze powyżej 1000.